# Albert de Rochas d'Aiglun
Eugène Auguste Albert de Rochas d'Aiglun, né à Saint-Firmin (Hautes-Alpes) le 20 mai 1837 et mort à Grenoble le 2 septembre 1914, est un militaire, polytechnicien, auteur, éditeur, traducteur et cartographe français.
Auteur d'études sur les sciences militaires et le paranormal, il se spécialise vers la fin de sa vie dans le surnaturel : spiritisme, Magnétisme animal, hypnose, lévitation, réincarnation. Ses travaux sont reconnus par Henri Bergson, Charles Richet, Camille Flammarion et Émile Boirac. Il reprend les travaux de Jean-Martin Charcot et a comme disciple, Charles Lancelin, pionnier de l'étude du voyage astral.

## Biographie

### Origines
La famille de Rochas d'Aiglun actuelle, originaire du Gapençais, n'est pas apparentée à l'ancienne famille noble éteinte du même nom, originaire de Valensole, dans les Alpes-de-Haute-Provence. C'est Jacques François Joseph Rochas (1761-1815) qui se fit appeler Rochas Aiglun, et c'est son fils, Joseph Eugène Rochas (1805-1898), juge au tribunal de Briançon, qui fit officialiser le nom de Rochas d'Aiglun par un jugement en rectification d'état-civil du tribunal civil de Gap. Selon Joseph Roman, ce jugement était « complaisant ou insuffisamment motivé ».
Albert de Rochas d'Aiglun est le fils d'Eugène Marie Joseph de Rochas d'Aiglun (1805-1878), juge au tribunal de Briançon, et de Camille Félicité Jayet (1813-1894). Son arrière grand-père, Joseph-Dominique Rochas (1733-1807), avocat de formation, premier consul de Gap de 1762 à 1764, puis maire de Gap de 1775 à 1777 a écrit Mémoire sur la ville de Gap depuis l'origine jusqu'à l'an 1800 et son grand-père, Jacques François Joseph Rochas (1761-1817), avocat au Parlement, bailli de Champsaur avant la Révolution française, puis juge au tribunal civil de Gap, a écrit Nouveau pas sur les Sentiers de la Nature. Concernant les causes physiques des secousses réitérées des Tremblemens de terre. Système sur la matérialité de l'axe du globe terrestre ; le tout accompagné de quelques particularités qui ont rapport aux Sciences Physiques, Naturelles, et à l'Antiquité, traits d'Histoire et Réflexions morales. Ouvrage utile à l'enseignement de la Jeunesse. Par un habitant des Hautes-Alpes.

### Le militaire
Après des études au lycée de Grenoble, il entre au lycée en Mathématiques spéciales et y obtient le prix d'honneur en 1856. Ensuite, il entre à l'École polytechnique en 1857 et en sort officier du génie. Il intègre l'école d'application de Metz. En 1861, il rejoint Montpellier comme lieutenant du Génie. Il est nommé capitaine du Génie au choix en 1864.
Pendant la guerre de 1870, il fait la campagne de Metz attaché au Grand Quartier général, puis à l'état-major du commandant supérieur de la place. Il prendra sa retraite comme lieutenant-colonel en 1888. Il est nommé administrateur de l’École polytechnique et fait partie, en qualité de secrétaire, du comité de rédaction du Livre du centenaire. Pendant sa période à l’École polytechnique, il a un attrait pour le dessin. Il se marie le 20 novembre 1866 à Voiron avec Adèle Dode de La Brunerie (1846-1901), petite-nièce du maréchal Guillaume Dode de la Brunerie. Il est résident de l'Académie delphinale : il y est reçu en 1872 au fauteuil numéro 29.

### L'auteur
Il écrit de nombreux articles dans les revues de vulgarisation scientifique, La Nature et Revue scientifique. S’intéressant aux sciences militaires, il écrit de nombreux ouvrages d'érudition sur l'histoire militaire des Alpes et les fortifications. En particulier, il publie la correspondance de Vauban. Il participe à la revue l'Initiation et s'intéresse aux travaux sur les hirondelles de guerre de Jean Desbouvrie. Ses travaux se portent aussi sur la reproduction et la captation du son et le Daily Yellowstone journal du 24 juillet 1891 site son article paru dans le The Popular Science Monthly où Albert de Rochas d'Aiglun cite le Capitaine Vosterloch et les éponges voyageuses issue du courrier véritable où le héros découvre une peuplade qui communique avec des éponges.
En 1892, il se consacre à des études sur les phénomènes paranormaux : spiritisme, magnétisme, hypnose, lévitation, réincarnation. Il se lance dans des recherches sur l'hypnose et de ses expériences sur des volontaires, il découvre un nouvel état psychique qu’il nomme extériorisation de la sensibilité. Albert de Rochas d'Aiglun dit qu'il existe autour des personnes, une zone de fluide sensible, cette zone sensible peut traverser les substances, passer d'une pièce dans l'autre et la personne peut sentir un contact quelconque, dans une pièce où il ne s'y trouve pas. Il dit aussi que lorsque l'on magnétise un sujet, la sensibilité disparaît à la surface de la peau, chose qui est connue mais il découvre que cette sensibilité s'extériorise, ce qu'il appelle une couche sensible dite zone de fluide sensible. Il pense que ce phénomène pourrait justifier les hypothèses de la télépathie. La même année, il publie Les États profonds de l'hypnose où il reprend les travaux de Jean-Martin Charcot.
En 1893, Papus écrit un article sur les travaux d'Albert de Rochas d'Aiglun, dans Annales de psychiatrie et d'hypnologie dans leurs rapports avec la psychologie et la médecine légale. Papus accuse le docteur Ernest Hart (qui publiera en 1896, Hypnotisme, mesmérisme et la nouvelle sorcellerie) d'avoir publié un article dans le Times, dans lequel ce dernier confondait les travaux de Jules Bernard Luys et d'Albert de Rochas d'Aiglun. Papus testera tout de même certaines expériences d'Albert de Rochas d'Aiglun.
En juin 1896, Albert de Rochas d'Aiglun publie ses notes qu'il a prise du 20 au 29 septembre 1895 lors d'expériences faites en France par Eusapia Palladino et le New York herald du 4 janvier 1896, relate qu'un comité de scientifiques obtient des résultats surprenants à la suite de ces expériences.
Il écrit en 1900, Les sentiments, la musique et le geste, qui contient des reproductions de photographies de Lina de Ferkel par Félix Nadar, médium et sujet d'études pour de Rochas d'Aiglun. En 1901, Albert de Rochas d'Aiglun, assiste à une conférence sur le rêve, donnée par Henri Bergson, à l’hôtel des Sociétés savantes sous le patronage de l’Institut psychologique international et publie la même année, un article sur cette conférence, dans les Annales des sciences psychiques.
Albert de Rochas d'Aiglun écrit en 1911, Les vies successives, dans lequel, il fait part de ses expériences d'hypnose sur plusieurs sujets avec le but de les faire régresser dans d'éventuelles vies antérieures. Le principe de ces expériences d'après l'anthropologue, Emmanuel Grimaud, et de mettre en place un dispositif d’induction, par petites régressions, en reculant peu à peu, à partir du présent jusqu’à l’état fœtal. Parmi ses cobayes, on trouve Joséphine qui lors d'une expérience régresse ainsi à l’état de Jean‑Claude Bourdon, un paysan, puis à celui de Philomène, une vieille femme méchante dont Albert de Rochas d'Aiglun découvre bientôt que les douleurs ressenties pendant l'expérience par Joséphine sont dues à l’expiation de crimes antérieurs. Albert de Rochas d'Aiglun découvre que le cobaye peut régresser de sa naissance jusqu’à une mort antérieure, un corps antérieur et, parfois, vers d’autres naissances préalables qui cachent d’autres morts et d’autres corps antérieurs. Albert de Rochas d'Aiglun a la certitude qu'il s’agit bien de vies successives et non de souvenirs. Lors des régressions, les cobayes incarnent la personnalité qui les habite, donnant lieu à un véritable théâtre de la réincarnation. Albert de Rochas d'Aiglun ouvre ainsi la voie à un questionnement sur les frontières de la mémoire, à propos de laquelle il maintient l’incertitude, notant qu’il est impossible de déterminer si ces incarnations ne sont pas des romans subliminaux.
En juin 1914, sous l'initiative du professeur Marco Tullio Falcomer, licencié des facultés consulaire et magistrale de l'École supérieure royale de Venise et auteur d'Introduction au spiritualisme expérimental moderne, se réunissent des spécialistes du psychisme pour organiser le jubilé scientifique d'Albert de Rochas d'Aiglun dont figurent Henri Bergson, philosophe, Charles Richet, physiologiste, Camille Flammarion, astronome et Émile Boirac, philosophe et médium.
Alors qu'il possède une résidence à l'Agnelas, près de Voiron, il meurt à Grenoble où il s'est retiré, au tout début de la Première Guerre mondiale, le 2 septembre 1914, ayant suivi les premiers combats qui avaient commencé au mois d’août, avec son regard d'ancien militaire. Il espérait une victoire de la France, mais il craignait aussi une débâcle militaire, comme pour la guerre de 1870.

## Publications
Ouvrages

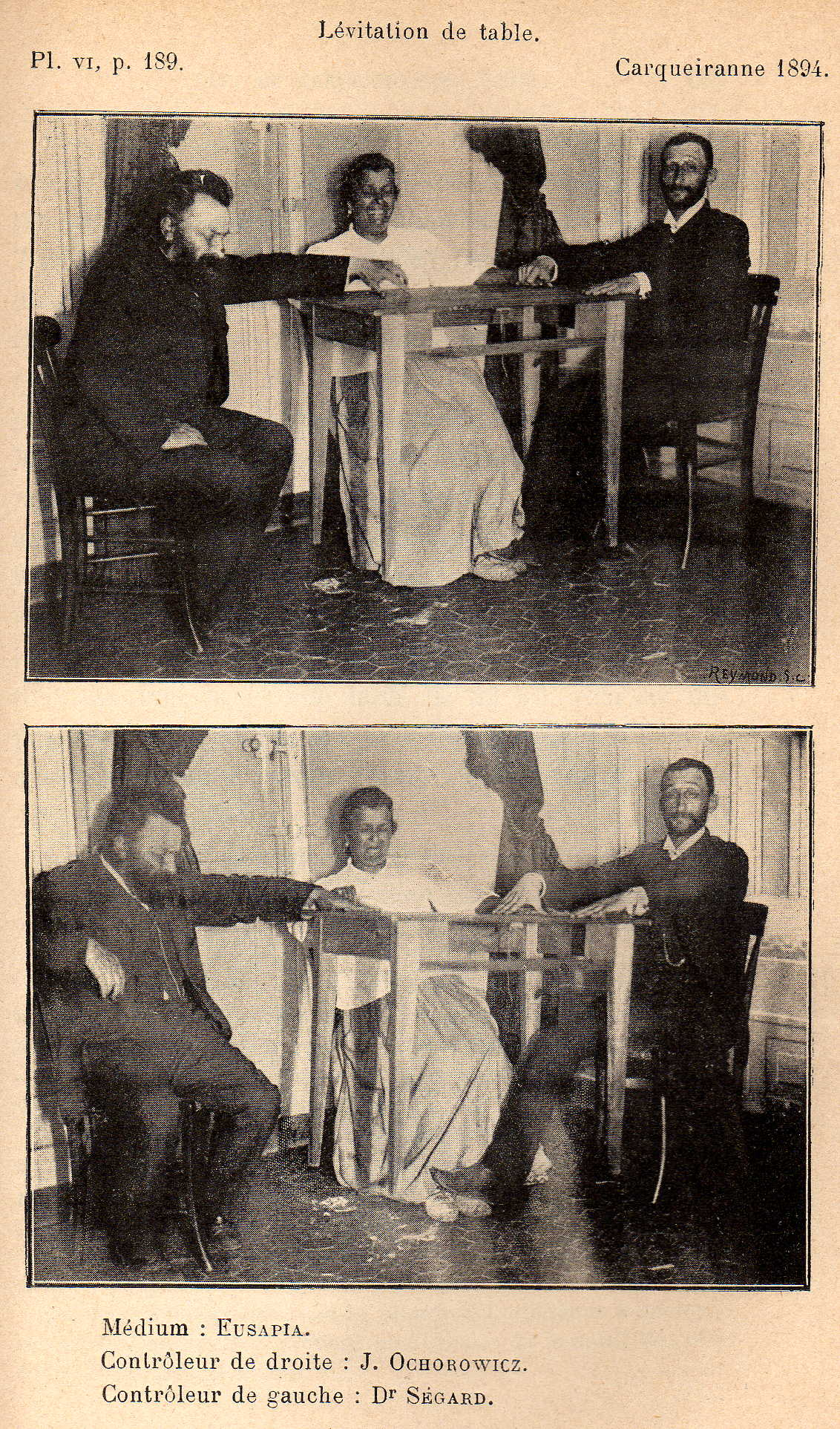
Photographie extraire du livre L'extériorisation de la motricité d'Albert de Rochas, Carqueiranne, 1894

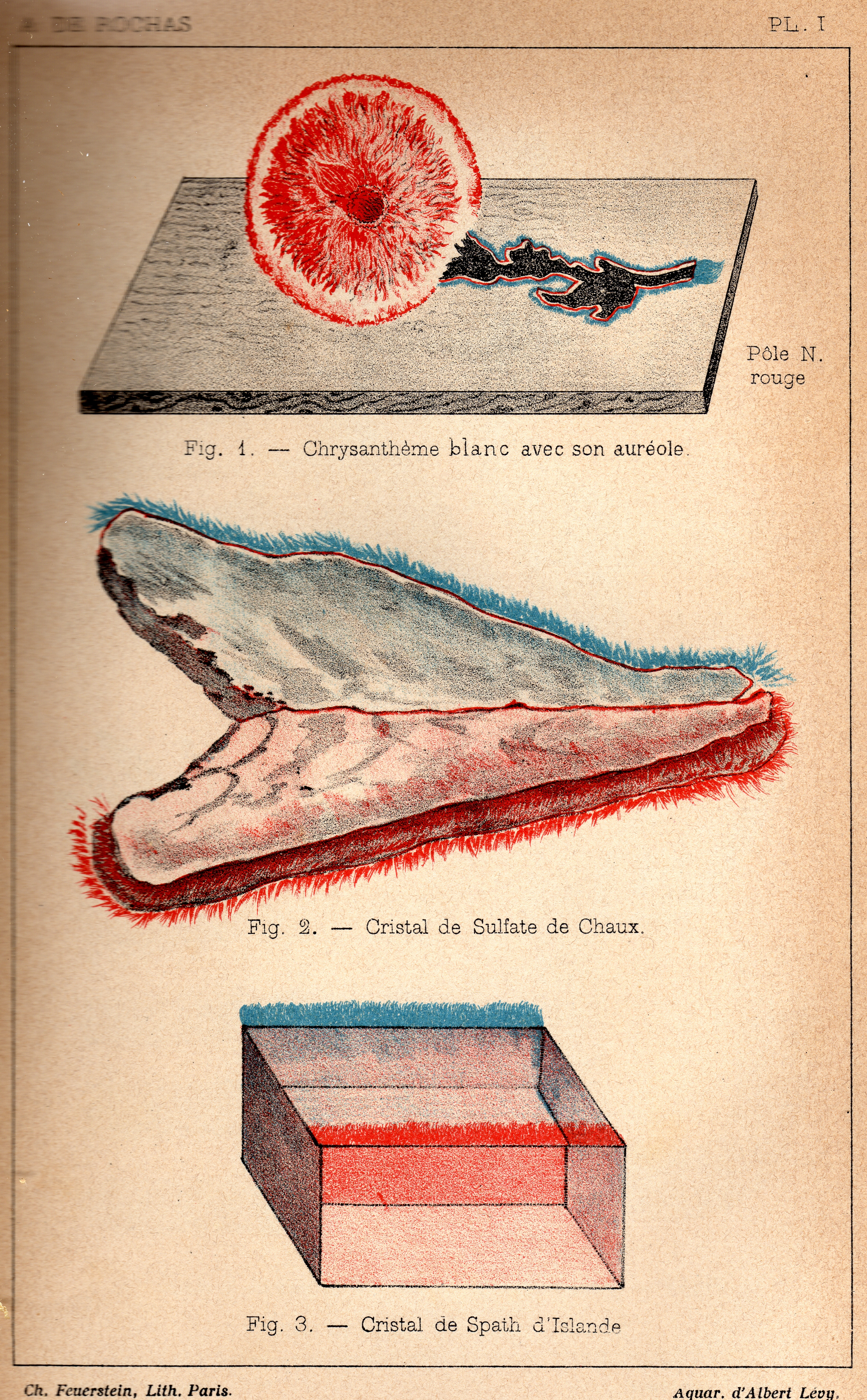
Planche couleur extraite de L'extériorisation de la sensibilité d'Albert de Rochas, Paris, 1899.

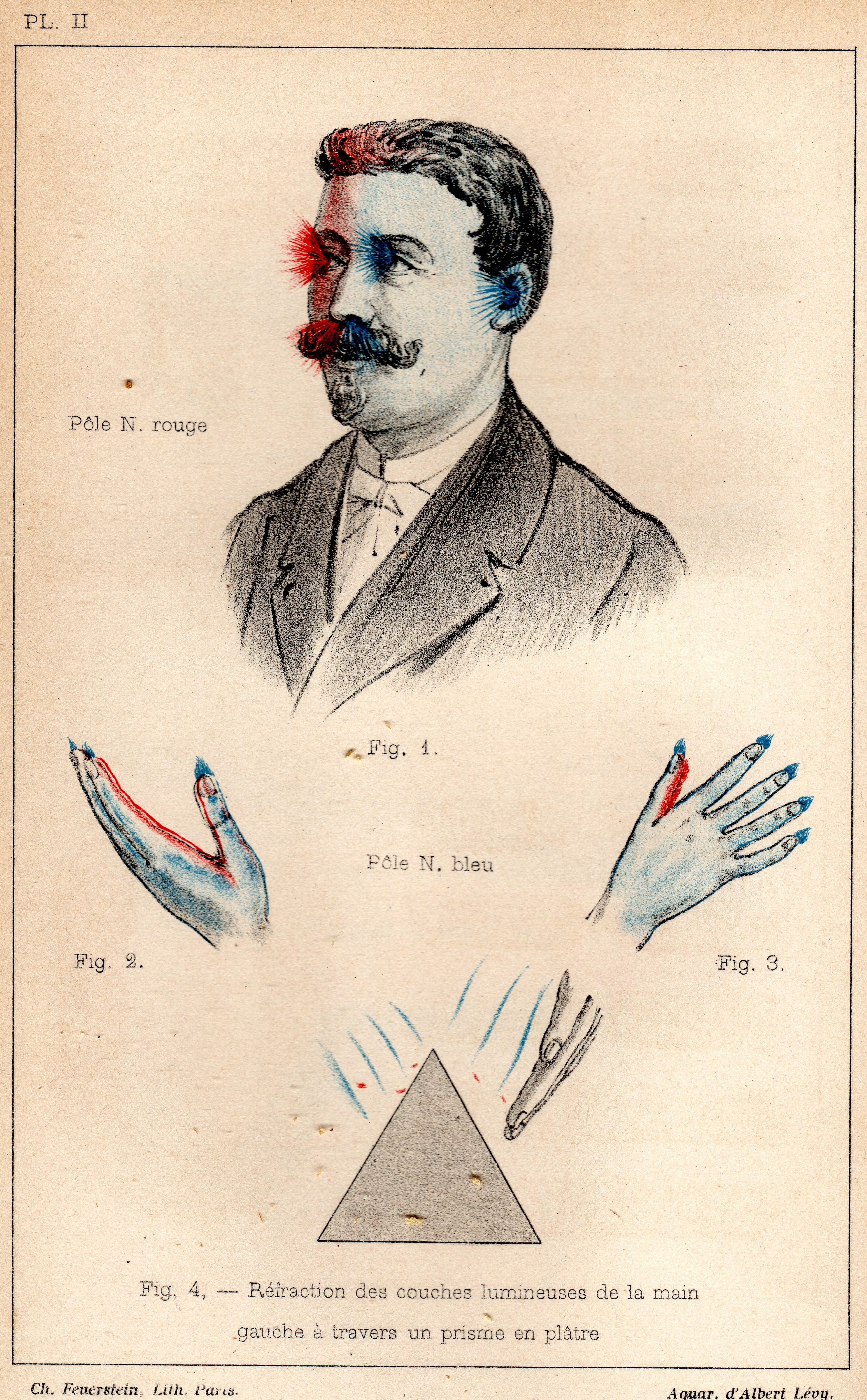
Planche couleur extraite de L'extériorisation de la sensibilité d'Albert de Rochas, Paris, 1899.

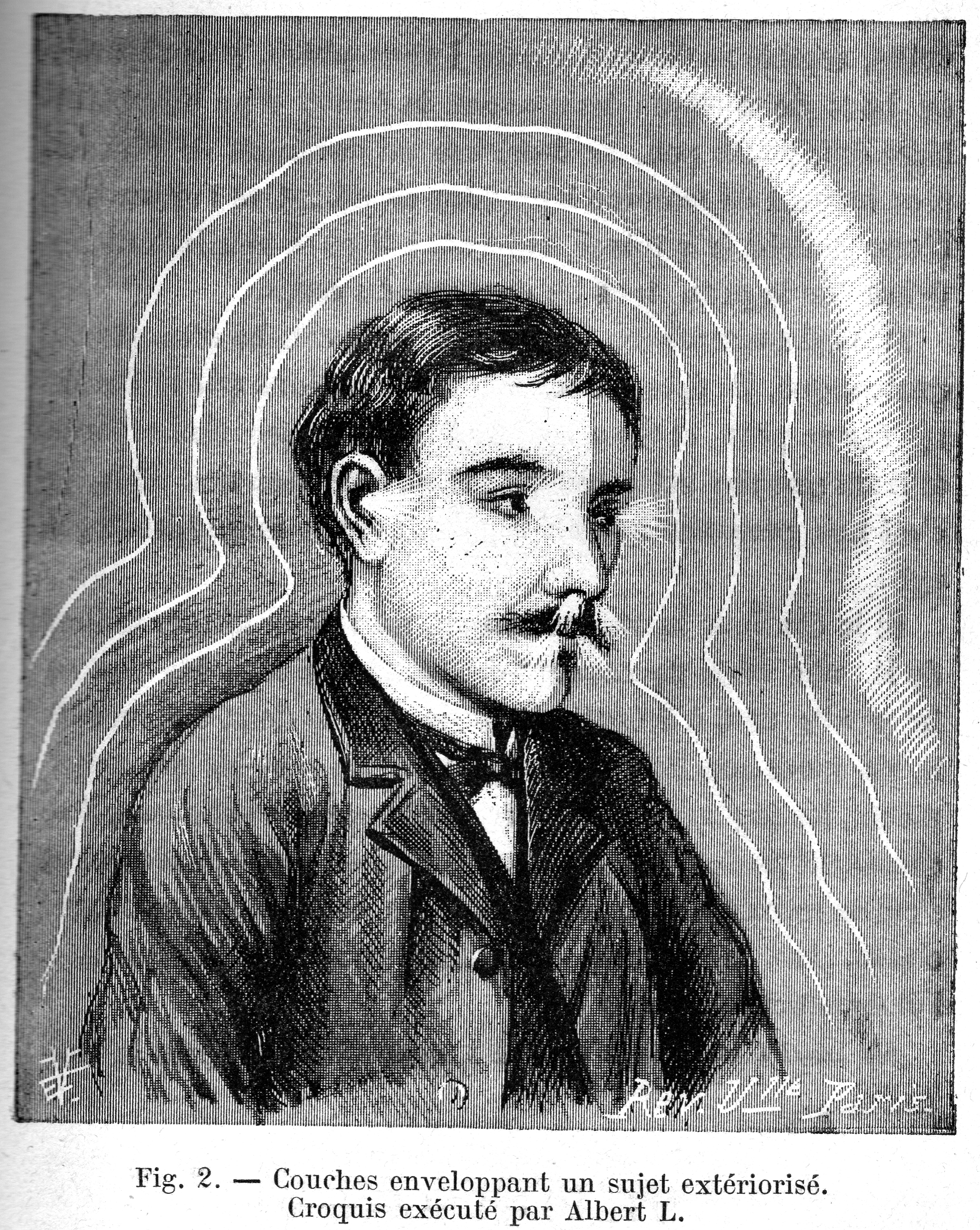
Croquis représentant la zone de fluide sensible d'une personne, Paris, 1899.

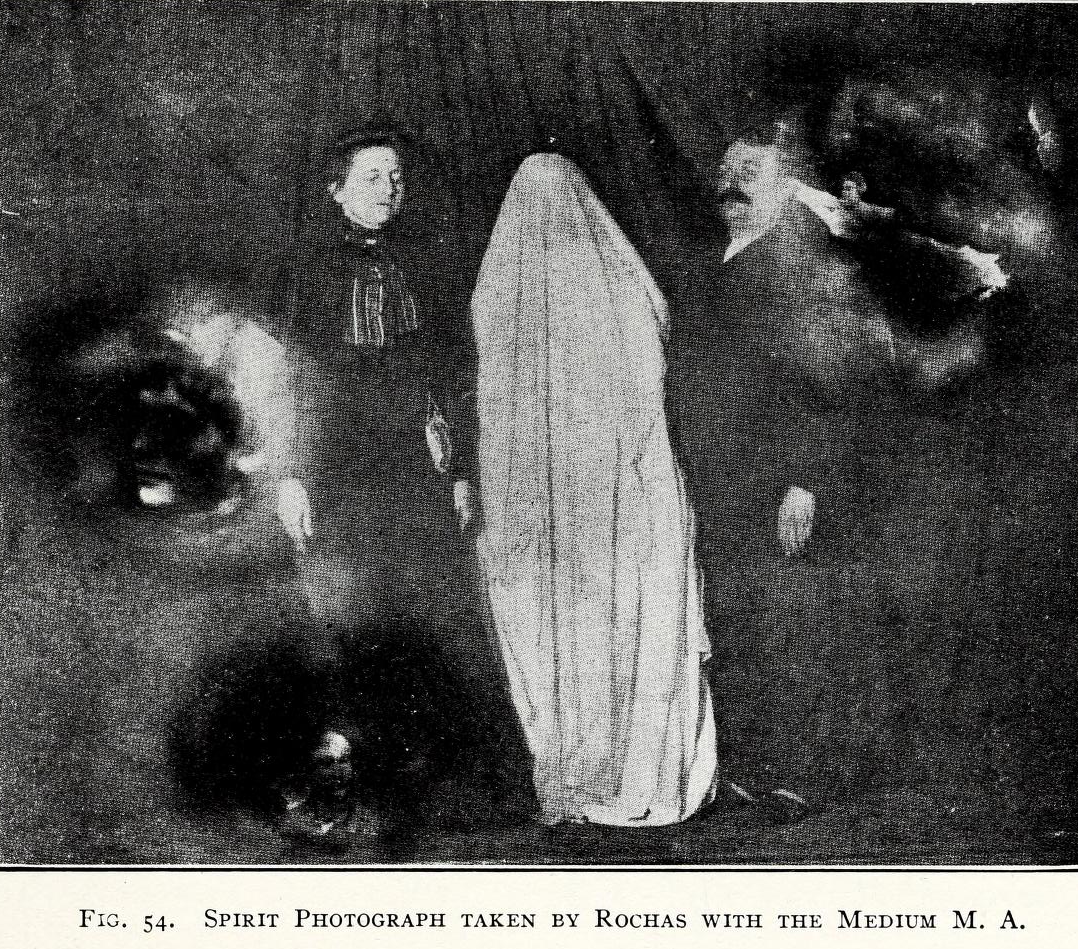
Photographie d'esprit présumé prise par Albert de Rochas d'Aiglun, Paris, 1909

- Patois des Alpes cottiennes (Briançonnais et Vallées vaudoises) et en particulier du Queyras, Maisonville, Grenoble, 1877. Co-écrit avec CHABRAND, Jean-Armand[19].

- Les Vallées vaudoises, étude de topographie et d'histoire militaires, Tanera, Paris, 1880
- Principes de la fortification antique. Précis des connaissances techniques nécessaires aux archéologues pour explorer les ruines des anciennes forteresses, Tanera, Paris, 1881
- La Science des philosophes et l'art des thaumaturges dans l'antiquité, G. Masson, Paris, 1882
- La Science dans l'antiquité. Les Origines de la science et ses premières applications, G. Masson, Paris, 1884
- Le Livre de demain, Raoul Marchand, Blois, 1884, imprimé sur 46 sortes de papiers différents, dont de nombreux papiers de couleurs.
- Les Forces non définies, recherches historiques et expérimentales, G. Masson, Paris, 1887
- Le Fluide des magnétiseurs, précis des expériences du Bon de Reichenbach sur ses propriétés physiques et physiologiques, classées et annotées par le lieutenant-colonel de Rochas d'Aiglun, G. Carré, Paris, 1891
- L'origine des troupes alpines, Baratiet et Darbelet, 1891
- Les États profonds de l'hypnose, Chamuel, Paris, 1892
- L'Envoûtement, documents historiques et expérimentaux (1868), Chamuel, Paris, 1893
- Les États superficiels de l'hypnose (1865), Chamuel, Paris, 1893
- L'Extériorisation de la sensibilité, étude expérimentale et historique, Bibliothèque Chacornac, Paris, 1895
- L'extériorisation de la motricité, recueil d'expériences et d'observations, Chamuel éditeur, Paris, 1896
- La Lévitation du corps humain, P.-G. Leymarie, Paris, 1897
- Les Sentiments, la musique et le geste, H. Falque et F. Perrin, Grenoble, 1900
- Les Frontières de la science, Librairie des sciences psychologiques, Paris, 2 volumes, 1902-1904. 1re série
- L'Extériorisation de la motricité, Bibliothèque Chacornac, Paris, 1906
- Les tremblements de terre à Lisbonne, 1910
- Vauban, sa famille et ses écrits, ses oisivetés et sa correspondance : analyse et extraits, Berger-Levrault, Paris, 2 volumes, 1910
- Les Vies successives, documents pour l'étude de cette question, Bibliothèque Chacornac, Paris, 1911
- La Suspension de la vie, Dorbon aîné, Paris, 1913

Articles
- Les trépieds merveilleux d'Homère - La Nature - no 444 - 3 décembre 1881
- Les bénitiers à tirelire et à tourniquet dans les temples de l'ancienne Égypte - La Nature - no 460 - 23 mars 1882
- Comment nous sont parvenus les ouvrages scientifiques de l'antiquité - La Nature - no 463 - 15 avril 1882
- Les théâtres de marionnettes chez les Grecs - La Nature - no 464 - 22 avril 1882
- Les orgues hydrauliques - La Nature - no 481 - 19 août 1882
- Le transport des grandes masses. Transport du piédestal de la statue de Pierre le Grand à Saint-Pétersbourg - La Nature - no 491 - 28 octobre 1882
- L'automate joueur d'échecs - La Nature - no 494 - 18 novembre 1882
- Le décapité buvant - La Nature - no 495 - 25 novembre 1882
- La catoptrique des Grecs - La Nature - no 498 - 16 décembre 1882
- Le joueur d'échecs de Robert Hondin - La Nature - no 503 - 20 janvier 1883
- Les origines de l'industrie - La Nature - no 505 - 3 février 1883
- Mesureur de liquides, système Héron - La Nature - no 507 - 17 février 1883
- Les origines de la machine à vapeur - La Nature - no 509 - 3 mars 1883
- Les instruments de géodésie dans l'antiquité - La Nature - no 511 - 17 mars 1883
- La tête qui parle et s'évanouit en fumée - La Nature - no 513 - 31 mars 1883
- La production du feu - La Nature - no 520 - 19 mai 1883
- La pompe à incendie dans l'antiquité - La Nature - no 522 - 2 juin 1883
- L'artillerie des Grecs - La Nature - no 523 - 9 juin 1883
- La science dans l'antiquité. Un jouet grec. La machine pneumatique et la fontaine de compression. Les hodomètres. Les théâtres à pivot de Curion. Les lampes perpétuelles. Les vases merveilleux - La Nature - no 525 - 23 juin 1883
- La science dans l'antiquité : Les hodomètres - La Nature - no 526 - 30 juin 1883
- La machinerie des temples antiques - La Nature - no 528 - 14 juillet 1883
- Le transport des grandes masses : transport d'un clocher - La Nature - no 540 - 6 octobre 1883
- Les miroirs ardents - Revue scientifique- 11 août 1883
- La trempe du bronze - Revue scientifique- 22 septembre 1883
- Les savants de la Renaissance - La Nature - no 551 - 22 décembre 1883
- Les machines d'assaut - La Nature - no 553 - 5 janvier 1884
- Les savants de la Renaissance. Le Père Schott - La Nature - no 580 - 12 juillet 1884
- L'art industriel à Blois : fabrication de la faïence - La Nature - no 585 - 14 août 1884
- Les horloges hydrauliques de l'antiquité - La Nature - no 587 - 30 août 1884
- Les boulettes contre la faim et les conserves alimentaires chez les Grecs - La Nature - no 605 - 3 janvier 1885
- Crapaud trouvé vivant dans une pierre - La Nature - no 606 - 10 janvier 1885
- La suspension de la vie - La Nature - no 607 - 17 janvier 1885
- L'audition colorée - La Nature - no 620 - 18 avril 1885
- Le rayon vert et l'équerre chromatique - La Nature - no 634 - 25 juillet 1885
- L'audition colorée - La Nature - no 644 - 3 octobre 1885
- Le truc des anciens oracles - La Nature - no 651 - 21 novembre 1885
- Le timbre et la couleur - La Nature - no 658 - 9 janvier 1886
- L'origine du langage - La Nature - no 668 - 20 mars 1886
- Le contraste des couleurs - La Nature - no 66ç - 27 mars 1886
- L'or alchimique - La Nature - no 674 - 1er mai 1886
- L'expression des sentiments - La Nature - no 694 - 18 septembre 1886
- Une construction pélasgique contemporaine - La Nature - no 800 - 29 septembre 1888
- Cadran Lunaire - La Nature - no 830 - 27 avril 1889
- Les cosaques de l'Oural - La Nature - no 874 - 1er mars 1890
- L'alpinisme d'hiver et les raquettes de neige - La Nature - no 884 - 10 mai 1890
- Les origines de la machine à vapeur et de l'utilisation mécanique de la chaleur solaire - La Nature - no 917 - 27 décembre 1890
- Les races de pigeons voyageurs - La Nature - no 922 - 31 janvier 1891
- La notation des couleurs - La Nature - no 925 - 21 février 1891
- Le réseau de colombiers militaires en Europe - La Nature - no 941 - 13 juin 1891
- L'origine des grandes bibliothèques scientifiques de Paris - La Nature -  no 976 - 13 février 1892
- La soupe au blé de Vauban - La Nature -  no 982 - 26 mars 1892
- Les coquilles de pèlerin - La Nature -  no 1028 - 11 février 1893
- Charlet et l'enseignement du dessin aux ingénieurs - La Nature -  no 1050 - 15 juillet 1893
- Les refuges souterrains de la gaule - La Nature - no 1053 - 5 août 1893
- Les uniformes de l'école polytechnique - La Nature - no 1078 - 27 janvier 1894
- Centenaire de l'école polytechnique - La Nature - no 1093 - 12 mai 1894
- Le sens des couleurs - La Nature -  no 1145 - 11 mai 1895
- Les pigeons voyageurs et la mer - La Nature -  no 1150 - 15 juin 1895
- La vitesse des pigeons voyageurs - La Nature -  no 1153 - 6 juillet 1895
- Le vieux-neuf, la vapeur et la chaleur solaire - La Nature -  no 1175 - 2 décembre 1895
- Le rire du chien - La Nature -  no 1185 - 22 février 1896
- Le colonel Langlois et les panoramas - La Nature -  no 1202 - 13 juin 1896
- Le Vieux Neuf. Les cuirassés en étoffe - La Nature -  no 1234 - 12 juin 1897
- La mimique enseignée par l'hypnotisme - La Nature -  no 1373 - 14 septembre 1899
- La musique et le geste - La Nature -  no 1374 - 23 septembre 1899
- Les muscles expressifs de la face - La Nature -  no 1391 - 20 janvier 1900
- Vauban - Revue scientifique-  1er septembre 1900
- Une lettre inédite de Vauban - La Nature -  no 1464 - 15 juin 1901
- La médaille française - La Nature -  no 1431 - 16 mars 1901
- Les enseignes - La Nature -  no 1519 - 3 juillet 1902
- Les rainures des chemins antiques - La Nature -  no 1683 - 26 août 1905

Éditions
- Vauban de Sébastien Le Prestre, 1910
- Le fluide des magnétiseurs, de Karl Ludwig Friedrich Reichenbach, 1891
- Projet d'une carte politique de l'Europe par Vauban en 1706, Sébastien Le Prestre, 1891
- Mémoire de la guerre sur les frontières du Dauphiné et de Savoie de 1742 à 1747, de Brunet, 1887
- La Science des philosophes et l'art des thaumaturges dans l'antiquité... [Les Pneumatiques.], Philon de Byzance et autre(s), 1882
- Pensées et mémoires politiques inédits de Vauban, recueillis par A. de Rochas d'Aiglun,..., Sébastien Le Prestre, 1882
- La topographie militaire de la frontière des AlpesA. de Montannel, 1875
- Contes amoureuxJeanne Flore

Traductions
- Les Pneumatiques de Héron d'Alexandrie
- Poliorcétique des Grecs. Traité de fortification, d'attaque et de défense des places, trad. Albert de Rochas, C. Tanera, 1872.
- Syntaxe méchanique de Philon de Byzance
- La Mort, l'au-delà, la vie dans l'au-delà, par le Bon Carl Du Prel, Carl Du Prel, 1905

Préfaces
- Essai d'une bibliographie française méthodique et raisonnée de la sorcellerie et de la possession démoniaque, pour servir de suite et de complément à la Bibliotheca magica, de Robert-Charles Yve-Plessis, 1900
- Essai d'une bibliographie française méthodique raisonnée de la sorcellerie et de la possession démoniaque, de Robert-Charles Yve-Plessis, 1900
- Poliorcétiques" de Apollodore de Damas, Paris, 1890
- Lettres d'amour de la religieuse portugaise de Mariana Alcoforado, 1949
- Les Côtés obscurs de la nature, ou Fantômes et voyants, de Catherine Crowe, 1900
- Mémento du soldat, Mihail Ivanovič Dragomirov, 1889

Les articles de ces revues sont publiés indifféremment sous les noms de A. de Rochas, M. D'Aiglun Lt-Colonel de Rochas.

## Distinctions et décorations
- Membre honoraire de l'Académie Delphinale
- Membre honoraire de l'Académie de Savoie[20]
- Membre honoraire de l'Académie de Blois
- Membre honoraire de l'Académie d'Aix
- Médaille de 500 francs de l'Association Revue des Études Grecques en 1875[21]
- Chevalier de la Légion d'honneur en 1875[22]
- Officier de la Légion d'honneur en 1889[23]

## Source
- Bibliothèque dauphinoise